# La Gaubretière
La Gaubretière – miejscowość i gmina we Francji, w regionie Kraj Loary, w departamencie Wandea.
Według danych na rok 1990 gminę zamieszkiwało 2547 osób, a gęstość zaludnienia wynosiła 84 osób/km² (wśród 1504 gmin Kraju Loary La Gaubretière plasuje się na 206. miejscu pod względem liczby ludności, natomiast pod względem powierzchni na miejscu 283.).